# ارتیس
ارتیس (قزاقی: Ертіс) یک منطقه مسکونی در قزاقستان است که در استان پاولودار و در سمت چپ رود ایرتیش واقع شده است. ارتیس ۷۰۷۲ نفر جمعیت دارد.